# 巴加堅卡河 (奧列利河支流)
巴加堅卡河（烏克蘭語：Багатенька），是烏克蘭的河流，位於該國中部，屬於奧列利河的支流，發源自波帕斯涅，流經第聶伯羅彼得羅夫斯克州，河道全長29公里，流域面積207平方公里。